# Peter Nyström
Peter Christian Nyström (Göteborg, 27 agosto 1984) è un ex calciatore svedese, di ruolo centrocampista.

## Carriera

### Club
Nyström cominciò la carriera con la maglia del Västra Frölunda, per poi passare ai norvegesi del Sogndal. Esordì nella 1. divisjon in data 9 aprile 2007, subentrando a Kurt Heggestad nella sconfitta per 2-3 contro il Molde.
Terminata la stagione con 13 presenze, tornò in Svezia per militare nelle file dell'Häcken. Centrò la promozione nell'Allsvenskan nel 2008 e debuttò nella massima divisione in data 15 aprile 2009, sostituendo Janne Saarinen nella vittoria per 4-1 sul Göteborg. Nel campionato 2010 ha giocato solo due partite, per via di una rottura del tendine d'Achille, mentre l'anno successivo è stato impiegato in 13 occasioni.
Nel 2012 si trasferì all'Halmstad. Due anni più tardi approdò all'Oddevold in Div 1 Södra (terza serie), dove rimase un anno prima di passare al Varberg militante in Superettan.